# Uncut Dope: Geto Boys' Best
Albums de Geto Boys
We Can't Be Stopped
(1991) Till Death Do Us Part
(1993)
Uncut Dope: Geto Boys' Best est une compilation des Geto Boys, sortie le 3 novembre 1992.
L'album s'est classé 31e au Top R&B/Hip-Hop Albums et 147e au Billboard 200.

## Liste des titres
| No  | Titre                              | Durée |
| --- | ---------------------------------- | ----- |
| 1.  | Do It Like It G.O.                 | 4:36  |
| 2.  | Assassins                          | 5:11  |
| 3.  | Mind of a Lunatic                  | 5:26  |
| 4.  | Mind Playin' Tricks on Me          | 5:11  |
| 5.  | Size Ain't Shit                    | 3:42  |
| 6.  | The Unseen                         | 3:36  |
| 7.  | Balls and My Word                  | 3:49  |
| 8.  | Scarface                           | 5:06  |
| 9.  | Action Speaks Louder Than Words    | 5:53  |
| 10. | Damn It Feels Good to Be a Gangsta | 5:10  |
| 11. | Chuckie                            | 3:48  |
| 12. | Gotta Let Them Hang                | 4:08  |